# Grafikpreis des Landes Nordrhein-Westfalen
Der Grafikpreis des Landes Nordrhein-Westfalen war ein im Jahr 2009 anlässlich des in Deutschland, Österreich und in der Schweiz begangenen Jahres der Grafik vergebener Preis. Ziel war es, die zeitgenössische Druckgraphik zu fördern und ihr in dem kulturellen Leben stärkeres Gewicht zu geben. Ursprünglich sollte der Preis jährlich vergeben werden.
Der schließlich nur einmal vergebene, mit jeweils 5.000 Euro dotierte, Kunstpreis wurde an acht Künstler verliehen, die ein Kunst-Studium und eine mindestens zweijährige Ausstellungstätigkeit nachweisen konnten, „... in Nordrhein-Westfalen lebten und nicht älter als 40 Jahre waren“. Künstler, welche diese Kriterien erfüllen, konnten Entwürfe einreichen, die von einer Jury geprüft wurden. Die prämierten Werke wurden in einer Edition des Landes publiziert und in einer Ausstellung in der ehemaligen Reichsabtei Aachen-Kornelimünster gezeigt.
Der Preis ging an Christian Aberle (Köln), Manuel Graf (Düsseldorf), Alexander Esters (Neuss), Jan Schmidt (Köln), Gert & Uwe Tobias (Köln), Maki Umehara (Düsseldorf), Simon Halfmeyer (Düsseldorf) und Robert Elfgen (Köln).
Der Jury des Jahres 2009 gehörten an: Tobias Burg (Museum Folkwang, Essen), Friederike van Duiven (Künstlerin), Maria Engels (Leiterin der Einrichtung Kunst aus NRW, Aachen-Kornelimünster), Brigitte Franzen (Ludwig-Forum, Aachen), Stefan Gronert (Kunstmuseum Bonn), Renate Ulrich (Staatskanzlei NRW) und Jutta Schütt (Städel-Museum, Frankfurt).
Nach der Landtagswahl 2010 und dem Regierungswechsel zu Hannelore Kraft wurde der Preis in der Folge nicht mehr vergeben.